# مارغريت جيبسون
مارغريت جيبسون (بالإنجليزية: Margaret Gibson)‏ (و. 1894 – 1964 م) هي ممثلة، وممثلة مسرحية، من الولايات المتحدة الأمريكية، ولدت في كولورادو سبرينغس، كولورادو، توفيت في هوليوود، كاليفورنيا، عن عمر يناهز 70 عاماً بسبب نوبة قلبية.

## وصلات خارجية
- مارغريت جيبسون على موقع IMDb (الإنجليزية)
- مارغريت جيبسون على موقع أول موفي (الإنجليزية)
- مارغريت جيبسون على موقع قاعدة بيانات برودواي على الإنترنت (الإنجليزية)
- مارغريت جيبسون على موقع قاعدة بيانات الأفلام السويدية (السويدية)
- مارغريت جيبسون على موقع قاعدة بيانات الفيلم (الإنجليزية)
- مارغريت جيبسون على موقع كينوبويسك (الروسية)